# Adalbert Seitz
Adalbert Seitz, född den 24 februari 1860 i Mainz, död den 5 mars 1938 i Darmstadt, var en tysk entomolog som var specialiserad på fjärilar. 
Auktorsnamnet Seitz kan användas för Adalbert Seitz i samband med ett vetenskapligt namn inom zoologin; se Wikipedia-artiklar som länkar till auktorsnamnet.